# زیگوسپالوم
زیگوسپالوم (نام علمی: Zygosepalum) نام یک سرده از تیره ثعلبیان است.